# Chung kết Cúp FA 1923
Chung kết Cúp FA 1923 là trận chung kết Cúp FA mùa giải 1922-23 giữa Bolton Wanderers và West Ham United. Trận đấu diễn ra vào ngày 28 tháng 4 năm 1913 trên sân vận động Wembley lúc đầu ở London. Đây là trận đấu cuối cùng của giải bóng đá của Hiệp hội bóng đá Anh, Challenge Cup (hay còn gọi là FA Cup) mùa 1922-23, trận đấu bóng đá đầu tiên được tổ chức và thi đấu tại sân vận động Wembley. Vua George V đã tham dự để trao cúp cho đội chiến thắng.
Mỗi đội đã có tiến triển qua năm vòng đấu để lọt vào tới trận chung kết. Bolton Wanderers thắng 1-0 trong mỗi vòng từ vòng thứ ba, và David Jack đã ghi bàn thắng duy nhất cho Bolton trong mỗi vòng. West Ham phải thi đấu với các câu lạc bộ ở giải hạng hai hoặc hạng giải thấp hơn trong mỗi vòng, lần đầu tiên này đã xảy ra từ sự ra đời của nhiều hạng giải theo quyết định của Liên đoàn bóng đá Anh. West Ham mất nhiều nỗ lực để đánh bại Southampton ở vòng thứ tư nhưng sau đó dễ dàng đánh bại Derby County trong trận bán kết, ghi được năm bàn thắng.
Trận chung kết diễn ra sau những cảnh hỗn loạn của một bộ phận khán giả lớn vào sân vận động, vượt xa sức chứa của sân là vào khoảng 125.000 chỗ. Cổ động viên và khán giả ước tính lên đến 300.000 người chen vào các bậc thang lên sân, với kết quả là khán giả tìm thấy con đường của họ vào khu vực xung quanh sân và thậm chí cả vào khu vực sân thi đấu. Cảnh sát đã tìm mọi cách để khắc phục sự cố vỡ sân, trong đó chỉ có một con ngựa sáng màu mà đã trở thành hình ảnh được đưa ra để làm bớt các cổ động viên quá khích từ sân và cho phép trận đấu diễn ra. Trận đấu bắt đầu muộn 45 phút bởi vì số cổ động viên đứng xung quanh vành đai của sân. Mặc dù West Ham bắt đầu trận đấu mạnh mẽ, nhưng Bolton đã chứng minh rằng mình là đội chiếm ưu thế trong phần lớn trận đấu và giành chiến thắng 2-0. David Jack ghi một bàn thắng chỉ hai phút sau khi bắt đầu trận đấu và Jack Smith ghi thêm một bàn thắng có phần gây tranh cãi trong hiệp hai. Các sự kiện trước trận đấu đã được thảo luận trong Hạ viện Anh và dẫn đến việc đưa ra các biện pháp an toàn cho các trận chung kết trong tương lai. Trận đấu thường được gọi là "White Horse Final" và được kỷ niệm bằng cây cầu White Horse tại sân vận động Wembley mới.

## Đường đến chung kết
Lưu ý:C là sân nhà, K là sân khách còn N là sân khác
| Vòng    | Đấu với đội                | Kết quả | Nguồn  |
| ------- | -------------------------- | ------- | ------ |
| 1       | Hull City (k)              | 3–2     | [ 5 ]  |
| 2       | Brighton & Hove Albion (k) | 1–1     | [ 6 ]  |
| 2       | Brighton & Hove Albion (c) | 1–0     | [ 7 ]  |
| 3       | Plymouth Argyle (c)        | 2–0     | [ 8 ]  |
| 4       | Southampton (k)            | 1–1     | [ 9 ]  |
| 4       | Southampton (c)            | 1–1     | [ 10 ] |
| 4       | Southampton (n)            | 1–0     | [ 11 ] |
| Bán kết | Derby County (n)           | 5–2     | [ 12 ] |

| Vòng    | Đấu với đội           | Tỷ số | Nguồn  |
| ------- | --------------------- | ----- | ------ |
| 1       | Norwich City (k)      | 2–0   | [ 13 ] |
| 2       | Leeds United (c)      | 3–1   | [ 14 ] |
| 3       | Huddersfield Town (k) | 1–1   | [ 15 ] |
| 3       | Huddersfield Town (c) | 1–0   | [ 16 ] |
| 4       | Charlton Athletic (k) | 1–0   | [ 17 ] |
| Bán kết | Sheffield United (n)  | 1–0   | [ 18 ] |

## Đội hình thi đấu và kết quả
| Bolton Wanderers        | 2–0      | West Ham United |
| ----------------------- | -------- | --------------- |
| Jack 2' · Ja. Smith 53' | Chi tiết |                 |

| Bolton Wanderers | West Ham United |

| TM                |  | Dick Pym       |
| HV                |  | Bob Haworth    |
| HV                |  | Alex Finney    |
| TV                |  | Harry Nuttall  |
| TV                |  | Jimmy Seddon   |
| TV                |  | Billy Jennings |
| TĐ                |  | Billy Butler   |
| TĐ                |  | David Jack     |
| TĐ                |  | Jack Smith     |
| TĐ                |  | Joe Smith (c)  |
| TĐ                |  | Ted Vizard     |
| Huấn luyện viên:  |  |                |
| Charles Foweraker |  |                |

| TM               |  | Ted Hufton      |
| HV               |  | Billy Henderson |
| HV               |  | Jack Young      |
| TV               |  | Syd Bishop      |
| TV               |  | George Kay (c)  |
| TV               |  | Jack Tresadern  |
| TĐ               |  | Dick Richards   |
| TĐ               |  | Billy Brown     |
| TĐ               |  | Vic Watson      |
| TĐ               |  | Billy Moore     |
| TĐ               |  | Jimmy Ruffell   |
| Huấn luyện viên: |  |                 |
| Syd King         |  |                 |

| Quy định - 90 phút. - 30 phút hiệp phụ. - Đá lại nếu tỷ số vẫn hòa. - Không có thay thế. |